# Gold Mountain (Kalifornija)
Gold Mountain je naseljeno područje za statističke svrhe u američkoj saveznoj državi Kalifornija. Prema popisu stanovništva iz 2010. u njemu je živjelo 80 stanovnika.